# Universidad Brunel
La universidad Brunel University London (BUL) (en inglés: Brunel University, o más habitualmente Brunel) es una universidad pública inglesa ubicada en el Londres. Fue fundada en 1966 y lleva su nombre del ingeniero inglés Isambard Kingdom Brunel.
La universidad está compuesto de ocho escuelas y aproximadamente diez institutos de investigación.

## Historia
BUL es una de las universidades fundadas como consecuencia del Informe Robbins en 1963.
Los orígenes de BUL remontan al Acton Technical College fundado en 1928. En 1957, Brunel College of Technology se separa del Acton Technical College y se concentra en la formación de las ingenieras. En 1960 Brunel College of Technology recibe el estatus de College of Advanced Technology (UK) y resulta el Brunel College of Advanced Technology en 1962.
En junio de 1966 se pone a Brunel College of Advanced Technology la Carta real y finalmente se renombra como Brunel University London.

### Blasón
El blasón de BUL fue concedido en 1966 y se integró con diferentes signos característicos del patrimonio y de los principios de la universidad. Por ejemplo, el arco de fábrica simboliza a Isambard Kingdom Brunel, la brújula y la rueda dentada simbolizan la tecnología, el rombo de armiño es una alusión a las armas de Lord Halsbury (el primer canciller de la universidad).

## Campus
BUL tiene su propio campus donde los estudiantes que viven en las residencias tienen accesos a todas las infraestructuras (anfiteatros, cantina, biblioteca, salas informáticas, centro deportista...) en menos de 10 minutos. Estos últimos años la universidad ha invertido £ 300 millones en la ampliación y la mejora del campus.
El campus de la universidad aparece en varias películas, el más célebre es en La Naranja mecánica de Stanley Kubrick, con numerosas escenas han sido filmadas en el campus. Ha sido igualmente utilizada en varias series televisadas inglesas como MI-5, Asuntos no clasificadas y aún el Inspector Morse.

## Escuelas
La universidad está compuesto de ocho escuelas :
- Escuela de los artes
- Escuela de comercio
- Escuela de derecho
- Escuela de ingeniería y de diseño
- Escuela de ciencias de la salud y de acción social
- Escuela de los sistemas de información, de informática y de matemática
- Escuela de ciencias sociales
- Escuela de deporte y de enseñanza

## Clasificación académica
En la clasificación de las universidades inglesas hecho por el Complete University Guide para el año 2016, Brunel University London está 49.º sobre 126 universidades clasificadas.
Brunel University London está clasificada 331.º sobre 700 universidades clasificadas en la clasificación mundial hecho por el QS ranking en 2015/2016.
En "Engineering & Technology", Brunel University London formado parte de los 100 mejores universidades mundiales (Top 10 UK) según la clasificación hecha en 2014/2015 por el Times Higher educación World University Rankings